# 月球资源

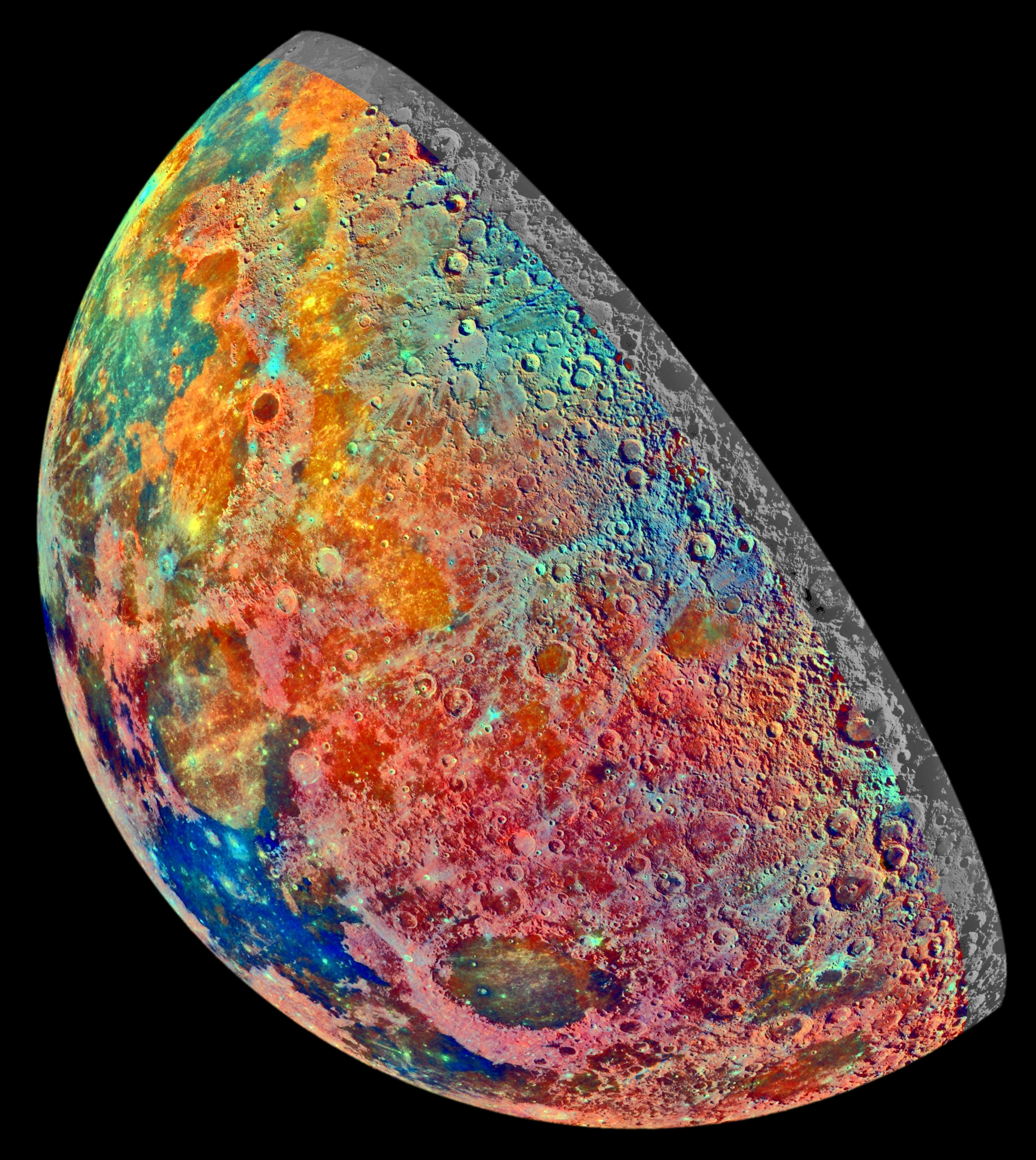
1992年12月7日伽利略航天器飞越月球北部地区时，通过三个滤光器的成像系统拍摄的53张系列图像构成的伪彩代表不同的材料

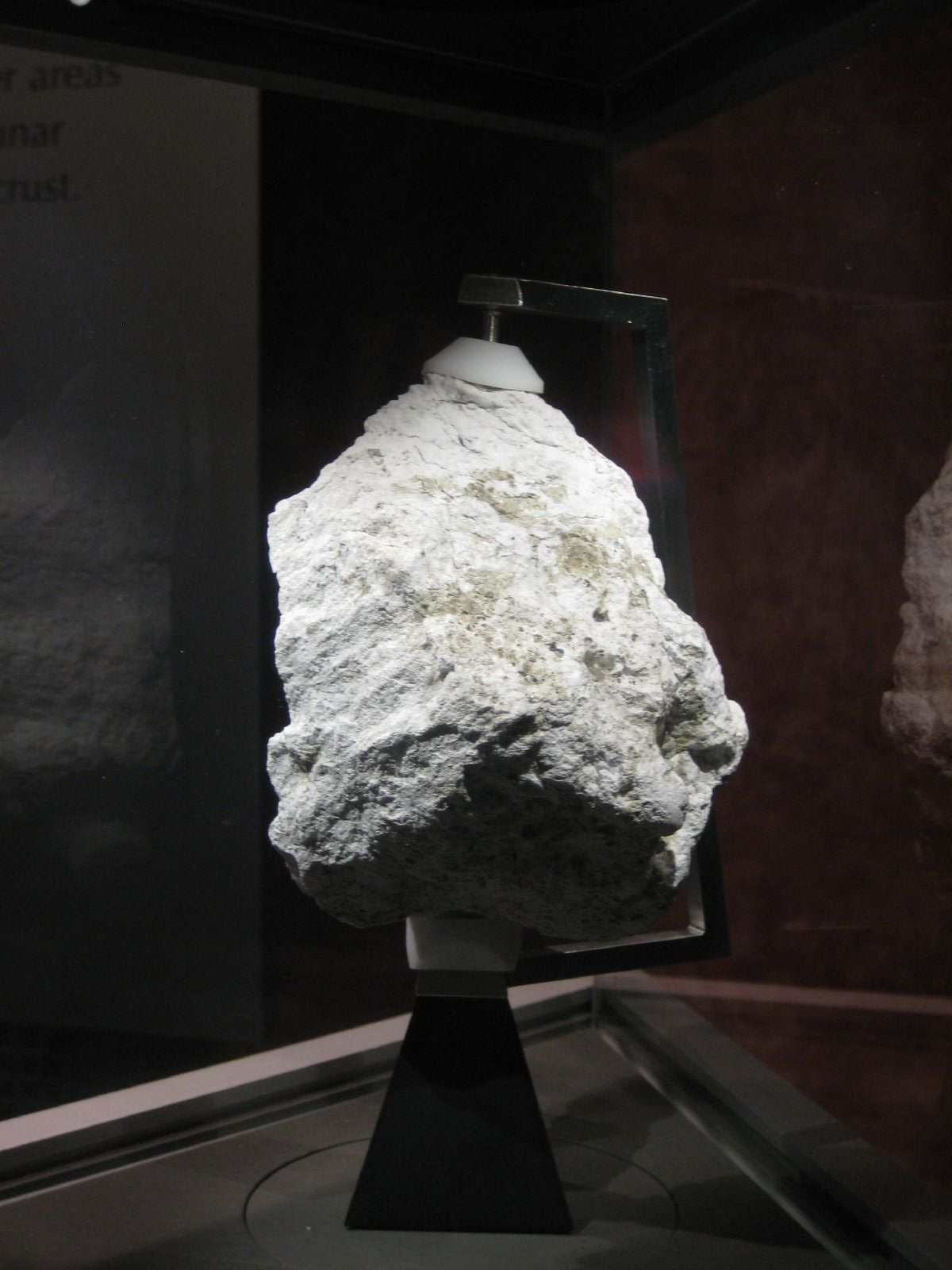
由阿波罗16号机组从笛卡尔火山口附近收集的月球正长岩

月球上有大量的自然资源，将来可以被开发并利用。潜在的月球资源可能包括可加工的材料，如挥发物和矿物，以及地质结构，如熔岩管，这些材料加在一起，可能使月球殖民成为可能。利用月球上的资源可能提供一种手段，以减少月球探测和其他方面的成本和风险。
从轨道和样品返回任务中获得的关于月球资源的见解，极大地提高了对月球原地资源利用（ISRU）潜力的认识，但这种认识还不足以完全证明为实施基于原地资源利用的活动而投入大量财政资源的合理性。对资源可用性的确定将推动对人类定居地点的选择。

## 概述
月球资源可以促进对月球本身的继续探索，促进地球和月球附近的科学和经济活动（所谓的月球空间），或者它们可以被进口到地球表面，直接为全球经济作出贡献。风化层（月球土壤）是最容易获得的资源；它可以提供辐射和微流星体保护，也可以通过熔化提供建筑和铺路材料。来自月球风化层氧化物的氧气可以作为代谢氧气和火箭推进剂氧化剂的来源。水冰可以为辐射防护、生命保障系统、氧气和火箭推进剂原料提供水。来自永夜坑的挥发物可提供甲烷（CH
4）、氨（NH
3）、二氧化碳（CO
2）和一氧化碳（CO）当地工业所需的金属和其他元素可以从在岩浆中发现的各种矿物中获取。
已知月球上的碳和氮含量很低，而金属和原子氧含量丰富，但它们的分布和浓度仍是未知。进一步的月球探测将发现更多的经济上有用的材料的浓度，而这些材料是否能在经济上得到开发，将取决于对它们的价值以及支持其提取的能源和基础设施的情况。 为了使原地资源利用（ISRU）在月球上成功应用，着陆点的选择以及确定合适的表面操作和技术是当务之急。
一些空间机构正在从月球轨道进行侦察，着陆器和漫游器正在原地侦察资源和集中地（见：月球探测任务列表）

## 资源
| 化合物   | 公式  | 构成  | 构成     |
| 化合物   | 公式  | 月海  | 月球地质 |
| -------- | ----- | ----- | -------- |
| 二氧化硅 | SiO2  | 45.4% | 45.5%    |
| 氧化铝   | Al2O3 | 14.9% | 24.0%    |
| 氧化钙   | CaO   | 11.8% | 15.9%    |
| 氧化亚铁 | FeO   | 14.1% | 5.9%     |
| 氧化镁   | MgO   | 9.2%  | 7.5%     |
| 二氧化钛 | TiO2  | 3.9%  | 0.6%     |
| 氧化钠   | Na2O  | 0.6%  | 0.61%    |
|          |       | 99.9% | 100.0%   |

太阳能、氧气和金属是月球上丰富的资源。已知存在于月球表面的元素包括，除其他外，氢（H）、氧（O）硅（Si）、铁（Fe）、镁（Mg）、钙（Ca）、铝（Al）、锰（Mn）和钛（Ti）其中更丰富的是氧气、铁和硅。按重量计算，风化层中的原子氧含量估计为45%。
阿波罗17号月球大气成分实验 (LACE) 的研究表明，月球大气层含有微量的氢 (H2)、氦 (He)、氩 (Ar)，还可能有氨 (NH3)、二氧化碳 (CO2) 和甲烷 (CH4)。 有几个过程可以解释月球上痕量气体的存在：高能光子或太阳风与月球表面物质的反应、月球风化层的蒸发、彗星和流星体的物质沉积，以及月球内部的释气。然而这些都是浓度很低的痕量气体。月球外逸层的总质量约为 25,000（55,000英磅），表面压力为 3×10−15 巴（2×10−12 托) 痕量气体不太可能对原地资源利用有帮助。

### 太阳能
月球上的日光大约持续两周，随后是大约两周的夜晚，而月球两极几乎一直被照亮。月球南极的特点是，该地区的环形山边缘几乎一直暴露在太阳光下，但环形山的内部却长期遮挡着阳光，并在其内部保留着大量的月球水。通过将月球资源处理设施置月球南极附近，太阳能产生的电力将允许在靠近月球水源的地方持续运行。
太阳能电板可以直接在月球土壤上制造，由一个中等大小（约200 kg）的漫游车来完成，该漫游车有能力加热石膏，直接在石膏基板上蒸发适当的半导体材料用于太阳能电板结构，并沉积金属触点和互连，直接在地面完成完整的太阳能电板阵列。然而，这个过程需要从地球进口氟化钾，以从风化层中提纯必要的材料。

### 核动力
正在开发的千瓦级核裂变系统用于可靠的发电，可以在月球、火星等其他星球上建立载人基地。该系统非常适合月球和火星上阳光发电时断时续的未开发星球。月球上同时存在铀和钍两种元素，但是由于核燃料的能量密度很高，从地球上进口合适的燃料可能比在原地生产更实惠。
放射性同位素热电发电机（RTG）是另一种形式的核能，它利用放射性同位素的自然衰变，而不是其诱导裂变。它已经在太空中使用了几十年，包括在月球上。通常的过程是从地球上获取合适的物质，但如果有乏核燃料等原料（从地球上运来加工或由当地裂变反应堆生产），钚-238或锶-90也可以在月球上生产。这些RTG可以用来提供独立于太阳光的电力，用于月球和非月球应用。确实含有有害的有毒和放射性材料，这导致人们担心在发生事故时这些材料会被无意中传播。由于对辐射危险的高估，一般公众的抗议往往集中在淘汰RTG上（而推荐替代电源）。
一个更理论化的月球资源是用于核聚变的潜在燃料。氦-3受到了媒体的特别关注，因为它在月球岩石中的丰度比地球上高。然而，迄今为止，核聚变还没有被人类以可控的方式使用，释放出净可用的能量（像fusor这样的设备是净能量消耗者，而氢弹不是一个可控的聚变反应）。虽然氦-3是核聚变的一种可能途径，但其他途径则依赖于在地球上更容易获得的核元素，如氚、锂或氘。

### 氧气
在风化层中的元素氧含量估计为45%（重量）。氧气经常以氧化铁的形式出现在富含铁的月球矿物和玻璃中。这种月球矿物和玻璃包括钛铁矿、橄榄石、辉石、撞击玻璃和火山玻璃。氧的各种同位素以16O、17O和18O的形式存在于月球上。
科学家们已经描述了至少20种从月球风化层中提取氧气的不同可能过程，并且都需要高能量输入：2-4兆瓦的能量（即6-12×1013焦耳）来生产1000吨氧气。虽然从金属氧化物中提取氧气也会产生有用的金属，但使用水作为原料并不生产。从月球土壤中产生氧气的一种可能方法需要两个步骤。第一步使用氢气 (H2) 还原氧化铁以形成元素铁 (Fe) 和水 (H2O)然后，水可以通过电解产生氧气，可以在低温下液化储存。氧气的释放量取决于月球矿物和玻璃中的氧化铁丰富含量。从月球土壤中生产氧气是一个相对较快的过程，在几十分钟内就能完成。相比之下，从月球玻璃中提取氧气需要几个小时。

### 水

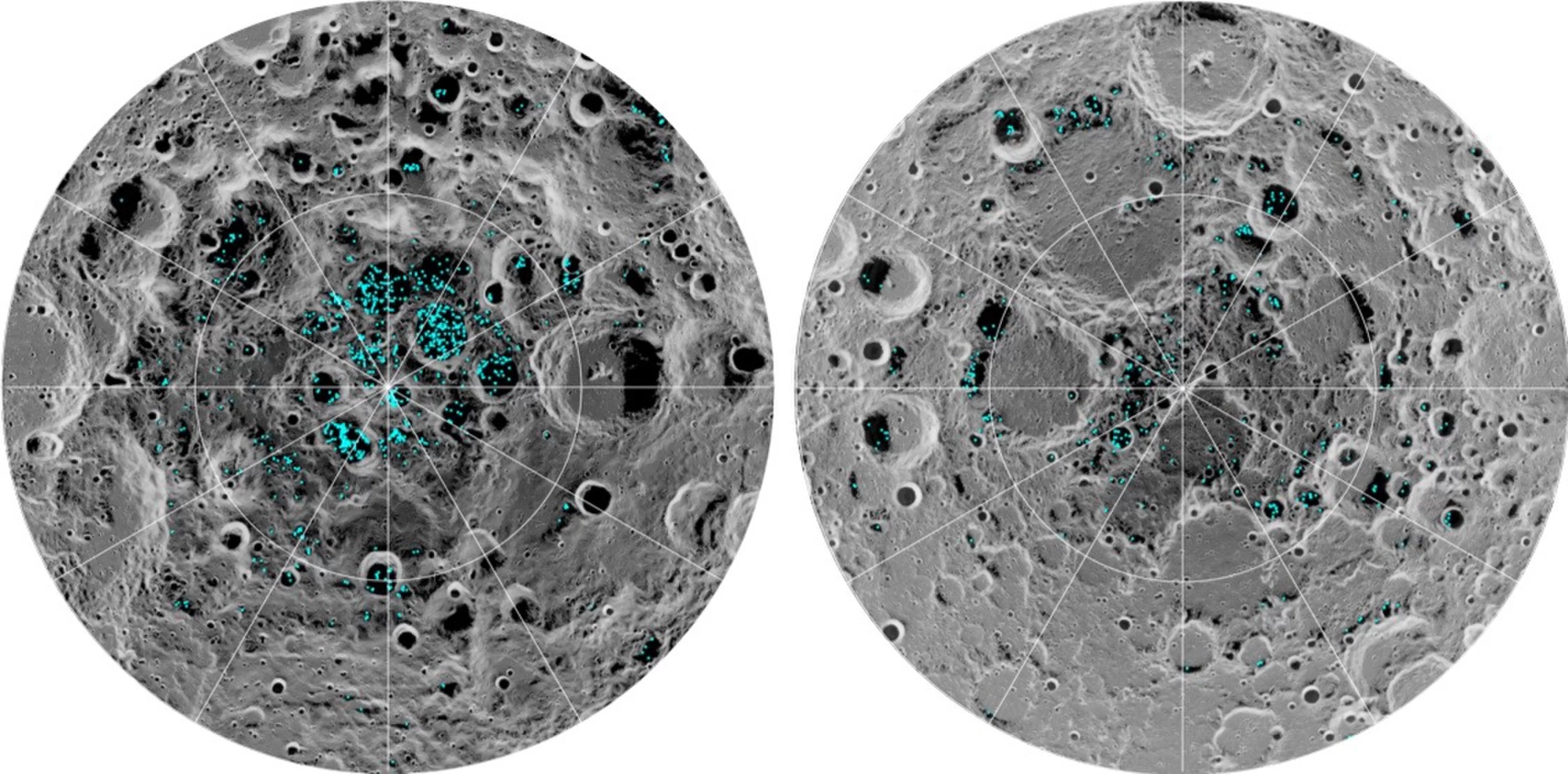
该图片显示了美国宇航局的月球矿物测绘仪（M^{3}）光谱仪在印度的月船1号轨道飞行器上看到的月球南极（左）和北极（右）的表面冰的分布

来自几个轨道器的累积证据强烈表明，月球两极的表面都存在水冰，但主要是在南极地区。
然而，這些資料集的結果並不總是相互關聯的。  據確定，永久陰影月面的累積面積在北半球為 13,361 平方公里，在南半球為 17,698 平方公里，總面積為 31,059 平方公里。目前尚不清楚任何或所有這些永久陰影區域含有水冰和其他揮發物的程度，因此需要更多關於月球冰沉積物、其分佈、濃度、數量、配置、深度、岩土特性和任何其他特徵的數據設計和開發提取和加工系統所必需的。

### 氫
月球表面面向月球兩極的斜坡顯示出較高濃度的氫氣。 這是因為面向兩極的斜坡較少暴露在陽光下，導致氫氣蒸發。 此外，靠近月球兩極的斜坡顯示出較高的氫濃度，約為 45 ppmw。 有多種理論可以解釋月球上氫的存在。 含有氫的水可能是由彗星和小行星沉積在月球上的。此外，太陽風與月球表面化合物的相互作用可能導致羥基和水等含氫化合物的形成。 太陽風將質子注入風化層，形成質子化原子，它是氫 (H) 的化合物。 儘管束縛氫大量存在，但有多少束縛氫擴散到地下、逃逸到太空或擴散到冷阱中仍然存在疑問。 推進劑生產需要氫氣，它有多種工業用途。 例如，氫氣可用於透過氫還原鈦鐵礦生產氧氣。